# Campestre da Serra
Campestre da Serra is een gemeente in de Braziliaanse deelstaat Rio Grande do Sul. De gemeente telt 3.328 inwoners (schatting 2009).